# 學甲區
23°13′50″N 120°10′56″E / 23.2304835°N 120.1822926°E
學甲區位於臺灣臺南市西北部，北臨嘉義縣義竹鄉，東鄰鹽水區、下營區、麻豆區，西鄰北門區，西南連將軍區，南接佳里區，面積53.9平方公里。

## 歷史
學甲地區的原住民原為西拉雅族，明末福建泉州同安縣白礁鄉的陳、李、謝、莊四姓隨明鄭遷台，於將軍溪畔的頭前寮入墾此地，陳謝兩姓形成了中社、縣內仔兩個聚落，李姓形成了下社仔和七塊厝兩個聚落，莊姓則定居於後厝仔庄，隸屬於天興縣，1693年張茂獲准在學甲庄一帶開墾，隸屬於諸羅縣開化里佳里興堡，此後逐漸產生了學甲、中洲、大灣、草坔、山寮、宅仔港、學甲寮、倒風寮、三寮灣、溪底寮、二重港、渡仔頭、灰磘港十三座聚落，合稱「學甲十三庄」。乾隆年問，余文儀《續修臺台灣府志》中首次提到學甲庄這一地名，林爽文事件後諸羅縣改名為嘉義縣，道光年間調整堡區，始設學甲堡，管轄學甲、溪底寮庄、溪洲仔寮庄和中洲等四十一庄。
日治初期學甲堡隸屬於臺南縣，轄學甲、中洲、宅子港、學甲寮、溪洲子寮、溪底寮、北門嶼、蚵寮及渡仔頭等庄，1896年4月1日台灣總督府更改地方官制，改隸屬於嘉義縣。1897年12月28日改編為改編為中洲區和學甲區，中洲區轄有中洲、溪底寮、北門嶼、蚵寮、渡仔頭等庄，學甲區轄有學甲，宅子港、學甲寮、溪洲子寮等庄。1901年廢縣改廳，學甲地區隸屬於鹽水港廳北門嶼支廳，1909年重劃後改臺南廳北門嶼支廳。1920年改州制，中洲、學甲兩區合併為學甲，隸屬於臺南州北門郡，轄有學甲、宅子港、學甲寮、中洲、溪洲子寮等五大字。
戰後1946年學甲庄改為學甲鄉，隸屬臺南縣北門區，轄有二十八村，1968年升格為學甲鎮，二十八村改為二十八里。1977年澎城里併入一秀里、東和里併入光華里，2000年將二十六里撤併為十三里。2010年12月25日，配合臺南縣市合併改制直轄市，學甲鎮改制為市轄區「學甲區」。

## 地理

### 地形
學甲區位於臺南市西北部，東鄰下營區，東北為鹽水區，南為佳里區，東南為麻豆區，西南為將軍區，西為北門區，北隔八掌溪與嘉義縣義竹鄉相望，面積53.9049平方公里。地處嘉南平原，地勢平坦，區境河流北為八掌溪，中為急水溪，南為將軍溪。早期西臨倒風內海，有頭港、宅港等港口，由於乾隆初期八掌溪改道入倒風內海，逐漸變為內陸。

### 人口
根據臺南市學甲戶政事務所統計，2023年底學甲區戶數約9.9千戶，人口約2.5萬人，區內人口最多與最少的里分別是仁得里與宅港里，2023年底兩里人口分別為4,201人與846人。

## 政治

### 歷任首長

#### 學甲
| 屆別   | 職銜 | 姓名       | 任期       | 備註   |
| ------ | ---- | ---------- | ---------- | ------ |
| 第一屆 | 長   | 陳阿呆     | 1920－1924 |        |
| 第二屆 | 長   | 謝春成     | 1924－1927 |        |
| 第三屆 | 長   | 李吾仁     | 1927－1928 |        |
| 第四屆 | 長   | 王 篙      | 1928－1932 |        |
| 第五屆 | 長   | 莊栢松     | 1932－1935 |        |
| 第六屆 | 長   | 陳華宗     | 1935－1941 |        |
| 第七屆 | 長   | 梅景耕太郎 | 1941－1945 |        |
| 第八屆 | 長   | 莊傳沛     | 1945       | 民推派 |

#### 學甲鄉
| 屆別   | 職銜 | 姓名   | 任期                   | 備註           |
| ------ | ---- | ------ | ---------------------- | -------------- |
| 第一屆 | 鄉長 | 莊傳沛 | 1945－1946             | 官派           |
| 第一屆 | 鄉長 | 莊金傳 | 1946－1948             | 代表選舉       |
| 第二屆 | 鄉長 | 吳枝章 | 1948－1950             | 代表選舉       |
| 第三屆 | 鄉長 | 王宗柯 | 1950－1951             | 代表選舉       |
| 第一屆 | 鄉長 | 陳益錱 | 1951.08.01－1953.07.31 | 開始普選       |
| 第二屆 | 鄉長 | 陳益錱 | 1953.08.01－1956.07.31 |                |
| 第三屆 | 鄉長 | 陳益錱 | 1956.08.01－1960.01.14 |                |
| 第四屆 | 鄉長 | 李石松 | 1960.01.15－1964.02.28 |                |
| 第五屆 | 鄉長 | 李石松 | 1964.03.01－1968.02.01 | 2月2日升格為鎮 |

#### 學甲鎮
| 屆別     | 職銜 | 姓名     | 任期                   | 備註       |
| -------- | ---- | -------- | ---------------------- | ---------- |
| 第一屆   | 鎮長 | 李石松   | 1968.02.02－1968.02.28 | 改制續任   |
| 第二屆   | 鎮長 | 楊老魯   | 1968.03.01－1973.03.31 | 首任民選   |
| 第三屆   | 鎮長 | 李清連   | 1973.04.01－1977.12.29 |            |
| 第四屆   | 鎮長 | 李清連   | 1977.12.30－1982.02.28 |            |
| 第五屆   | 鎮長 | 陳石定   | 1982.03.01－1986.02.28 |            |
| 第六屆   | 鎮長 | 陳保國   | 1986.03.01－1990.02.28 |            |
| 第七屆   | 鎮長 | 陳石定   | 1990.03.01－1994.02.28 |            |
| 第八屆   | 鎮長 | 李育全   | 1994.03.01－1998.02.28 |            |
| 第九屆   | 鎮長 | 李育全   | 1998.03.01－2002.02.28 |            |
| 第十屆   | 鎮長 | 李莊秀芬 | 2002.03.01－2006.02.28 |            |
| 第十一屆 | 鎮長 | 謝財旺   | 2006.03.01－2010.12.24 | 因改制延任 |

#### 學甲區
| 屆次   | 職銜 | 姓名   | 任期                 | 備註 |
| ------ | ---- | ------ | -------------------- | ---- |
| 第一屆 | 區長 | 邱志榮 | 2010.12.25－2020.7.8 | 官派 |
| 第一屆 | 區長 | 王文波 | 2020.7.9－2021.4.14  | 代理 |
| 第二屆 | 區長 | 張明寶 | 2021.4.14－現任      |      |

### 區政組織

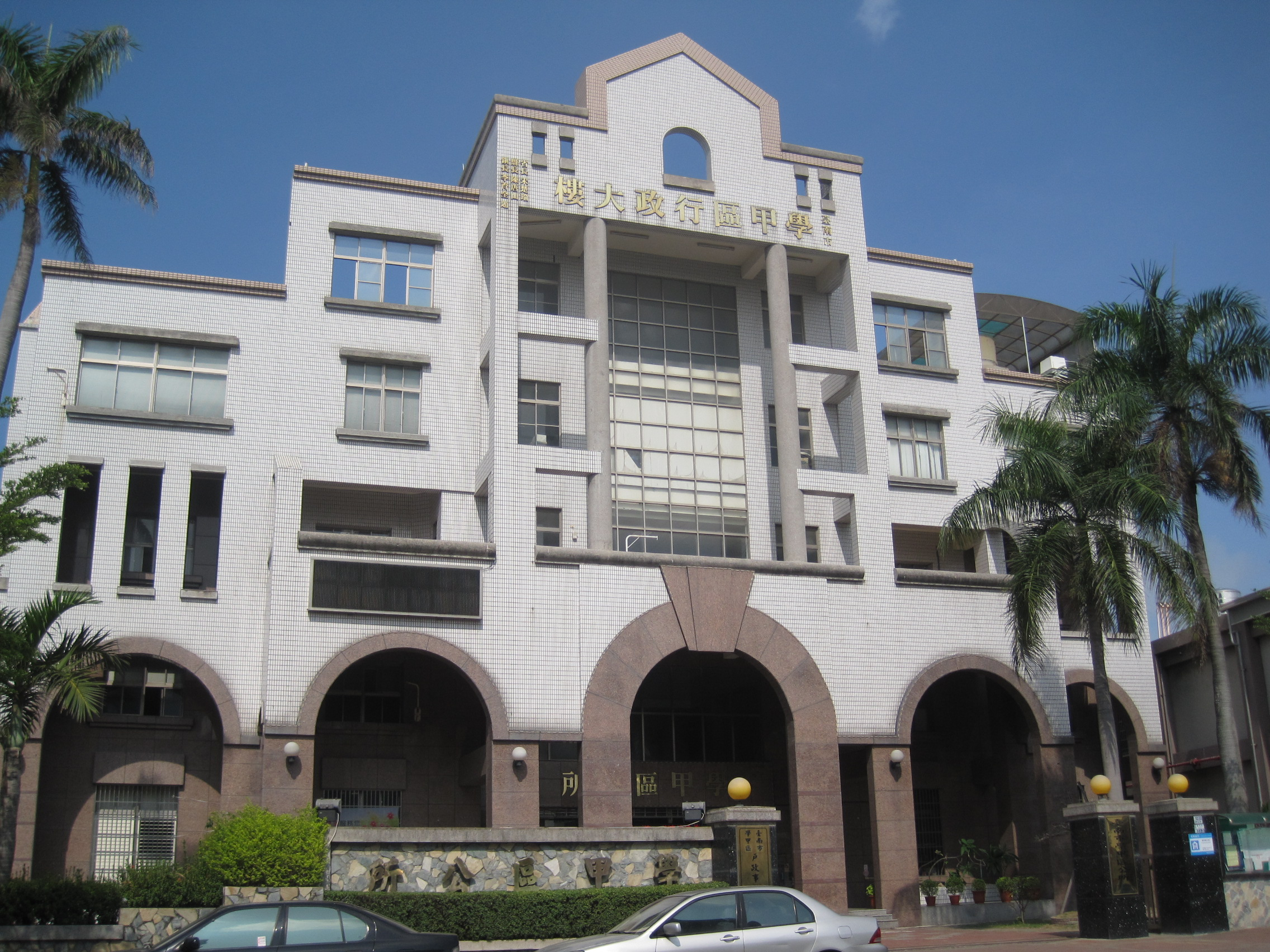
學甲區行政大樓

學甲區公所是臺南市政府在學甲區的派出機關，在中華民國政府架構中為市政府綜理區政的執行機關，上級業務監督機關為臺南市政府。区长由市長任命，其任期為無任期保障。在區長及主任秘書之下，設有4課3室等7個內部單位。

### 行政區
現今學甲區行政範圍的確立，來自於1920年，日本將臺灣十二廳改為五州二廳，設學甲庄屬臺南州北門郡。學甲庄轄學甲、宅子港、學甲寮、中洲、溪洲子寮等5個大字。1946年，改為「學甲鄉」，屬臺南縣北門區。1950年，裁撤區署，學甲鄉改直隸於臺南縣。1968年，學甲鄉改為「學甲鎮」。2010年12月25日，臺南縣市合併改制為直轄市，學甲鎮改制為市轄區「學甲區」，隸屬臺南市。
| 起訖年份   | 行政區             |
| 1897～1898 | 嘉義縣鹽水港辦務署 |
| 1898～1901 | 臺南縣鹽水港辦務署 |
| 1901～1909 | 鹽水港廳北門嶼支廳 |
| 1909～1920 | 臺南廳北門嶼支廳   |
| 1920～1945 | 臺南州北門郡學甲   |
| 1945～1950 | 臺南縣北門區學甲鄉 |
| 1950～1968 | 臺南縣學甲鄉       |
| 1968～2010 | 臺南縣學甲鎮       |
| 2010至今   | 臺南市學甲區       |

學甲鄉原轄28村，升格為學甲鎮後改村為里，1978年彭城（澎城里倂入一秀里）、1982年東和里併入光華里，遂為26里，2006年歸併為13里，改制為學甲區後仍維持13里：
| | 秀昌里：原為一秀里、煥昌里，涵蓋新二港（原二港仔少數村民遷村至此，是公所正式登記的地名）、後社、溪洲仔（下溪洲）、七塊厝等地。 |
| 明宜里：原為西明里、宜民里，涵蓋中社、溪仔墘、三角仔、市區西北。                                                                                         | |
| 慈福里：原為慈生里、百福里，涵蓋學甲市區中心、宅口、下社。                                                                                               | |
| 仁得里：跨中社、溪仔墘、縣內角（縣內仔）、周姓角等聚落。                                                                                                 | |
| 新達里：原為新生里與達明里，涵蓋新寮、莊姓角、頂山寮、山寮、瓦寮。                                                                                       | |
| 新榮里：為東寮、東竹圍（一部份為二港仔村民因為易患水災而遷入）。                                                                                         | |
| 大灣里：原為文化里與大安里，日治時代為學甲第十、第十一堡，為大灣聚落。                                                                                   | |
| 豐和里：原為美豐里、美和里，有頂草坔、中草坔、下草坔，為草坔部落。                                                                                       | |
| 中洲里：原為光明里、白渚里、民吉里、西進里，涵蓋中洲、箍寮、頭前寮（謝厝寮）、竹圍仔、西廍、二重港、棧寮（劉家）等聚落。                                 | |
| 光華里：原為光華里、頭港里，包括過港仔、舊頭港子、新頭港子、南筏子頭、新筏子頭（原筏子頭部落因水患遷村至現址）、西邊寮（西爿寮）等六個聚落與中洲東北部。 | |
| 宅港里：舊名「宅仔港」，轄有宅仔港、二港仔（已遷庄）、德安寮等聚落。                                                                                       | |
| 平和里：原為平東里、平西里，轄有西平寮、學甲寮、大埔口。                                                                                                 | |
| 三慶里：原為頂洲里、紅茄里、新芳里，包含溪洲仔寮（上溪洲、頂溪洲）、紅茄萣、倒風寮（今新芳）、紅蝦港。                                                   | |

## 教育

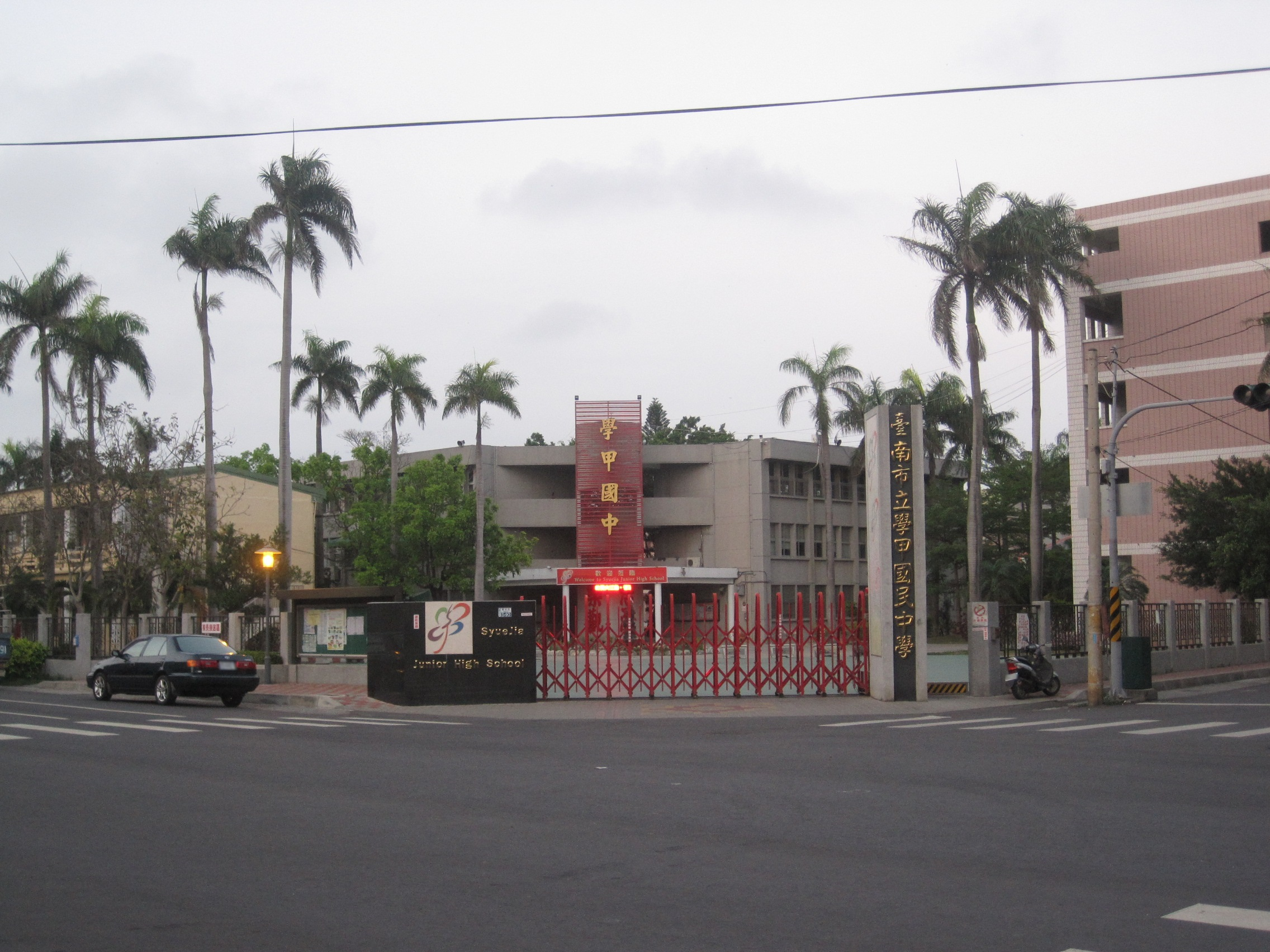
學甲國中

目前學甲區擁有1所國民中學，為臺南市立學甲國民中學1校，其他公立教育機構計有臺南市學甲區學甲國民小學、臺南市學甲區中洲國民小學、臺南市學甲區東陽國民小學、臺南市學甲區宅港國民小學、臺南市學甲區頂洲國民小學等5所國民小學。原有高級職業學校為臺南市私立天仁高級工商職業學校1校，已決議自2015年起停招。

## 交通

### 公車客運
大台南公車經過學甲市區主要的路線有藍2線（佳里至南鯤鯓，經溪底寮）、棕幹線（佳里至新營，經鹽水）等2條路線，提供居民搭乘及佳里區、北門區、鹽水區及新營區等鄰近地區轉運聯絡之用，橘9線除了可前往佳里站，亦行駛國道一號至新營轉運站及高鐵嘉義站。
另有公路客運1628路B支線（臺北至漚汪，經麻豆、佳里）在週五與週日行經學甲區，可由臺北轉運站、重陽站、中壢祐民醫院及中港轉運站等地前往學甲區，亦可自當地搭乘前往新營轉運站及前述四處。

### 公共自行車
臺南市公共自行車租賃系統是由臺南市政府交通局規劃建置的公共自行車租賃系統，2016年8月8日啟用「T-Bike」，由水靈科技公司負責建置營運，2018年4月T-Bike使用人數破百萬人次，至2023年2月23日起，建置營運單位移撥至YouBike微笑單車，3月1日T-Bike系統全面正式停運，8月21日YouBike 2.0使用人數破百萬人次。學甲區已於2023年10月25日啟用「YouBike 2.0系統」，截至2024年12月17日，YouBike 2.0已在學甲區內設有2個租賃站點，可甲地租車、乙地還車，提供民眾租借使用。

## 外部連結
- 臺南市學甲區公所（繁體中文）